# Opeas pyrgula
Opeas pyrgula är en snäckart som beskrevs av Schmacker och Oskar Boettger 1891. Opeas pyrgula ingår i släktet Opeas och familjen sylsnäckor. Inga underarter finns listade i Catalogue of Life.